# 코기주

코기주의 위치

코기주(영어: Kogi State)는 나이지리아의 중남부에 있는 주로, 주도는 로코자이다. 면적은 29,833km2이며, 인구는 2,099,046명(1991년)이다. 1991년 8월 27일 콰라주와 베누에주의 일부를 합병하여 신설되었다. 북쪽으로는 연방 수도 지구와 나이저주, 북동쪽으로는 나사라와주, 동쪽으로는 베누에주, 남동쪽으로는 에누구주, 남쪽으로는 아남브라주, 남서쪽으로는 에도주, 서쪽으로는 온도주와 에키티주, 북서쪽으로는 콰라주와 접한다.
코기주는 내륙에 위치하여 바다와는 접하지는 않지만, 나이저강과 베누에강의 합류 지점에 위치하여 어업이 발달해 있다. 또한 지하 자원이 풍부해서 철, 석유, 주석을 산출한다.